# Chiesa di Santa Maria della Pietà (Palermo)
La chiesa di santa Maria della Pietà è un luogo di culto cattolico barocco di Palermo, situato in via Torremuzza nel quartiere Kalsa, poco distante dalla "sorella" chiesa di santa Teresa alla Kalsa, entrambe opera dell'architetto Giacomo Amato.

## Storia

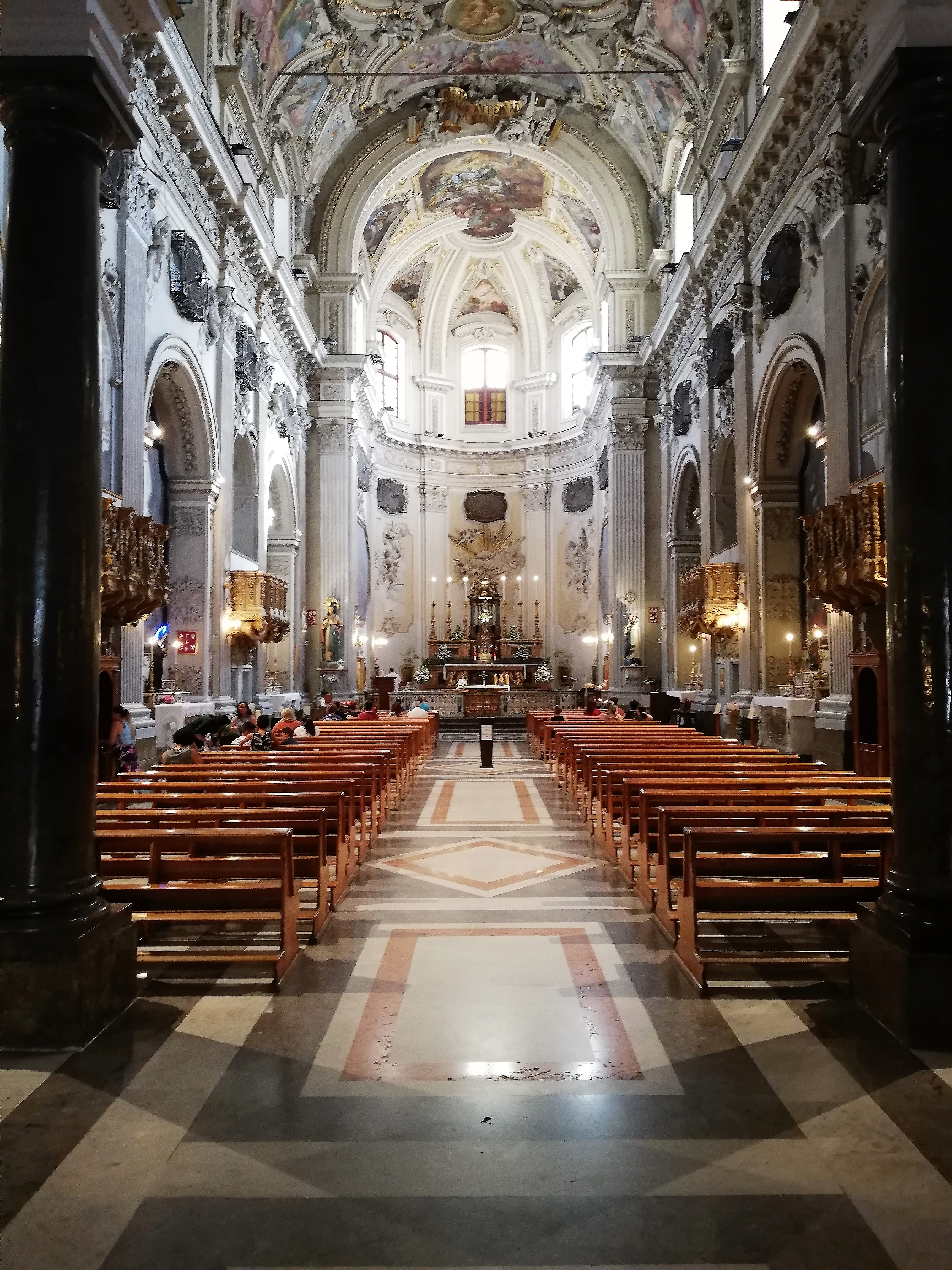
Navata.

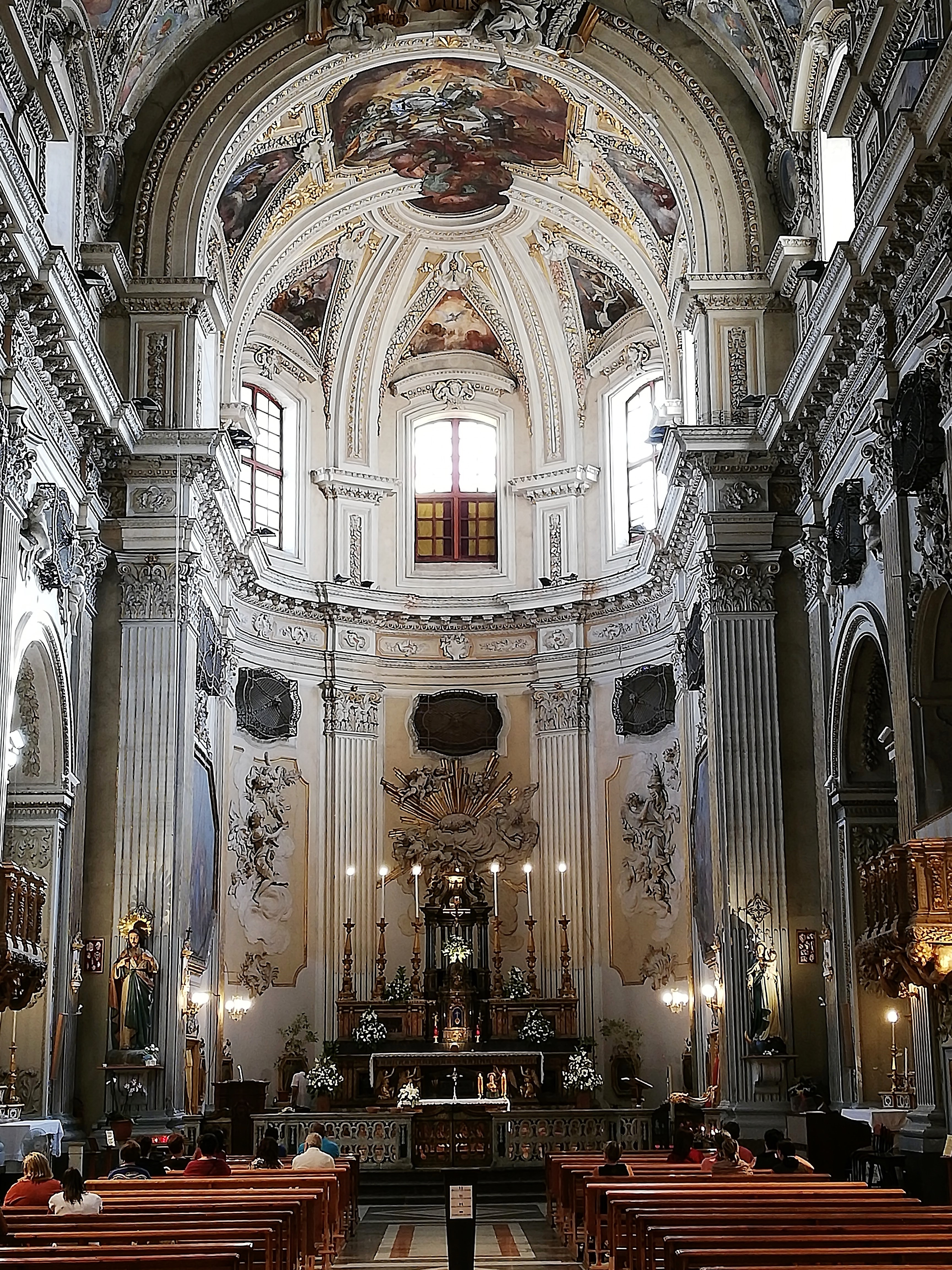
Presbiterio.

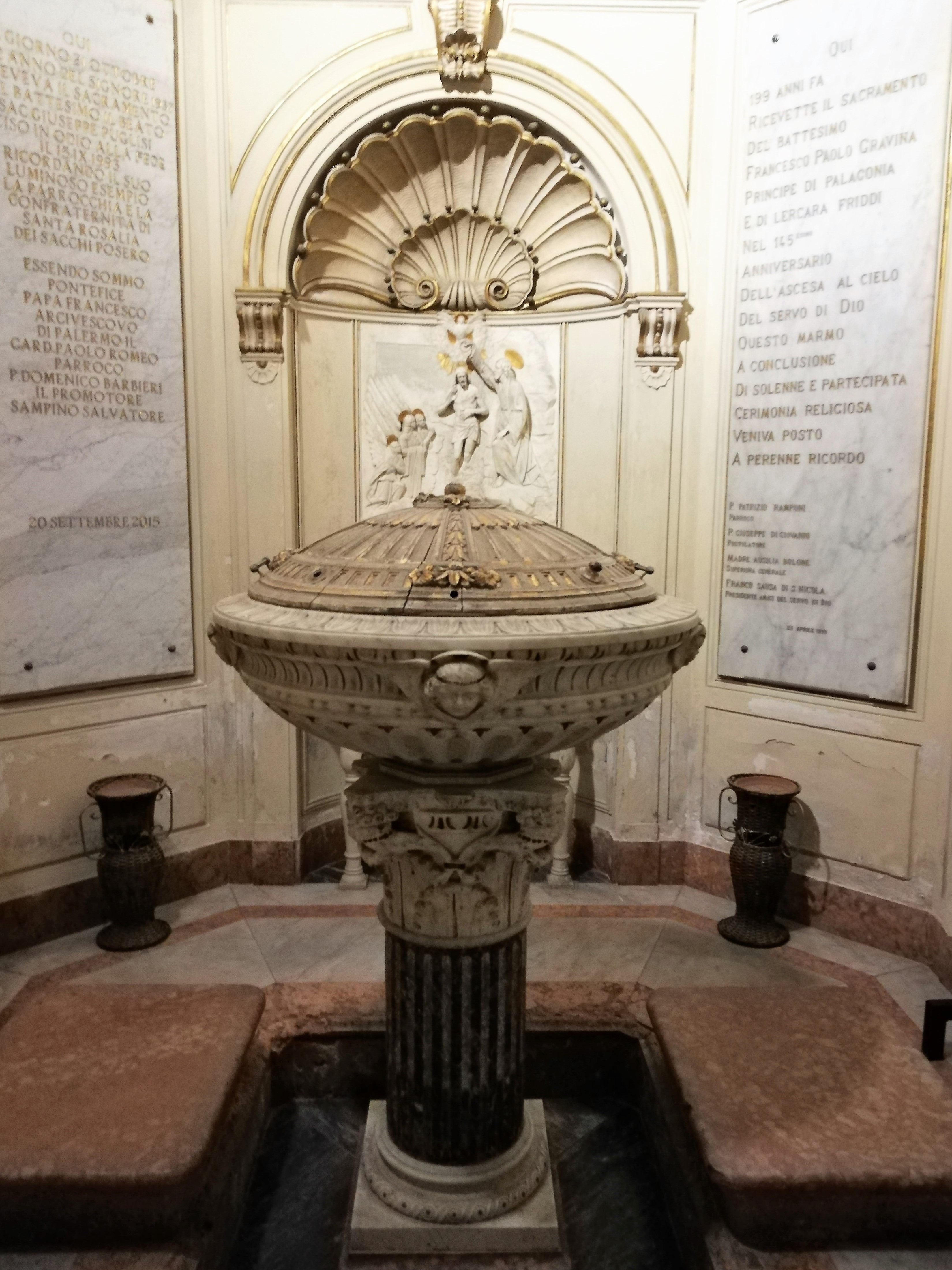
Fonte battesimale.

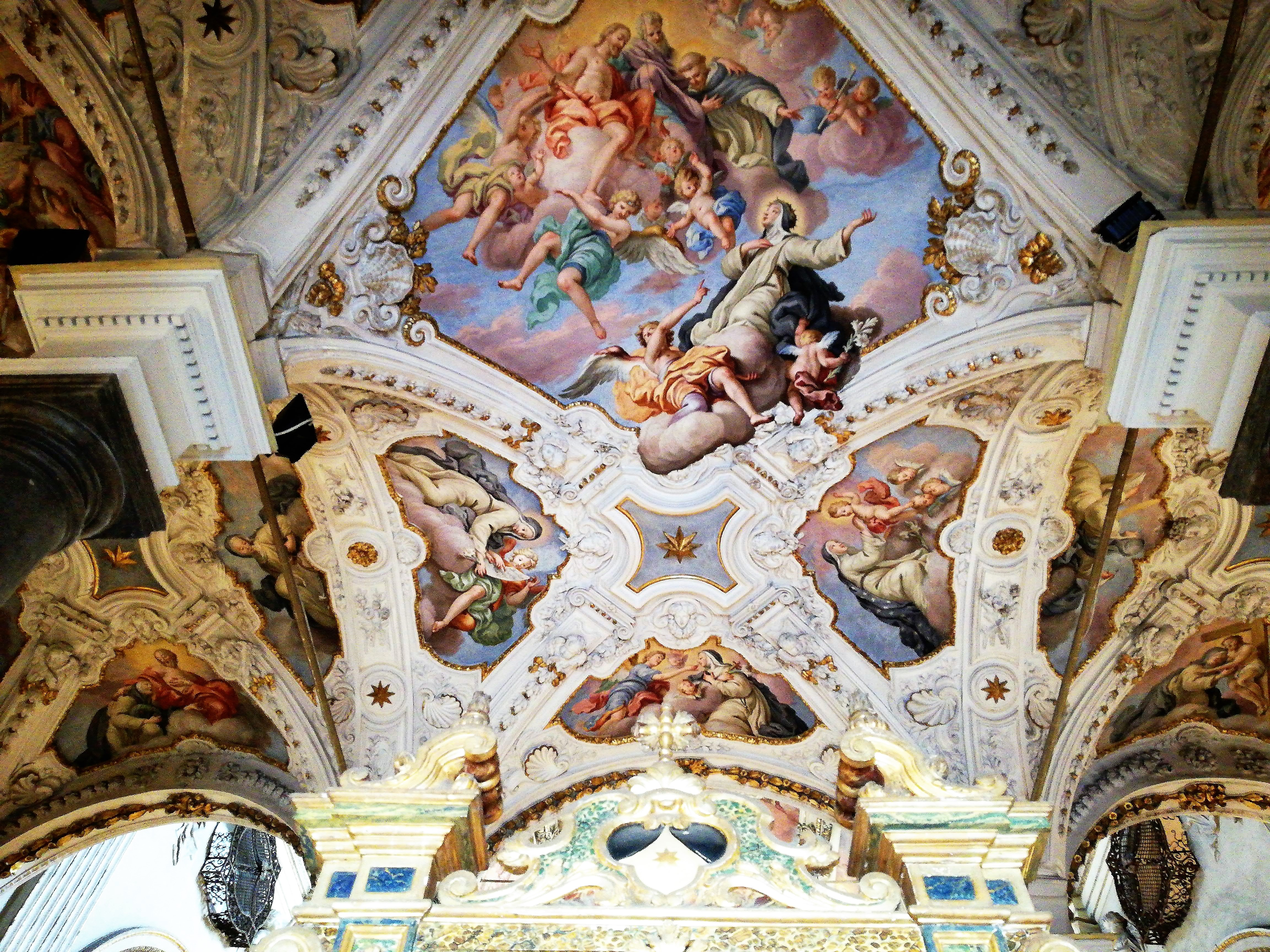
Sottocoro.

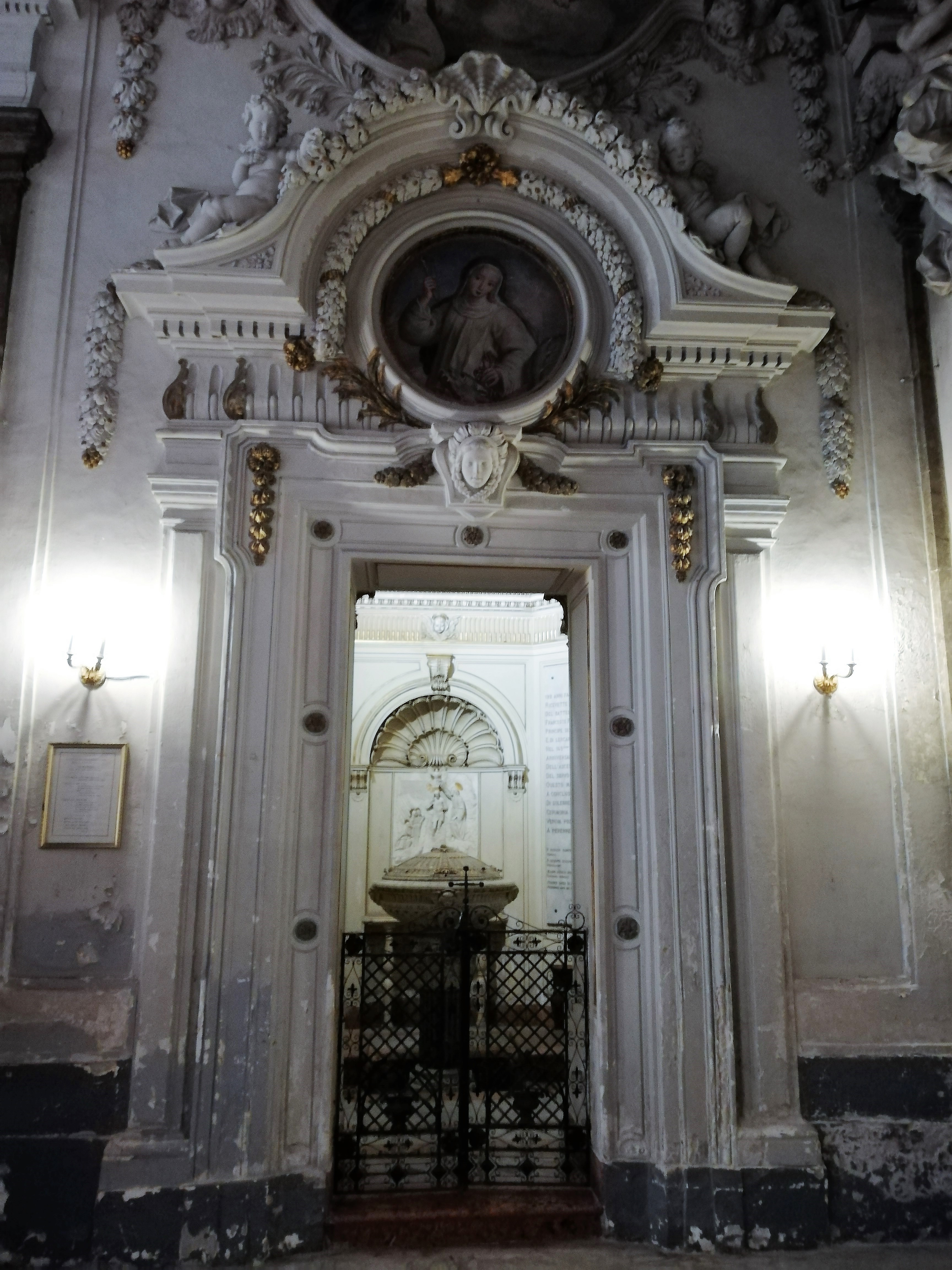
Battistero.

- 1495: Francesco Abatellis (o Patella), mastro portulano del Regno di Sicilia e siniscalco al servizio di re Ferdinando II d'Aragona, nonché pretore della città di Palermo nel 1495,  rimasto senza eredi, dispone nel suo testamento, rogato nel 1508 e aperto e pubblicato nel 1509 alla presenza del notaio Domenico Di Leo, di lasciare al momento della sua morte la dimora alla moglie e che al momento della morte di quest'ultima il palazzo e l'annesso giardino vengano trasformati in un monastero abitato da religiose retto dalla regola di San Benedetto sotto il titolo della «Madonna della Pietà», alla quale Francesco Abatellis fu molto devoto in vita.[4]
- 1526: fondazione del monastero sotto la regola di San Domenico, contrariamente alle disposizioni testamentarie redatte nel 1508. Il primo gruppo di monache domenicane vengono trasferite dal monastero domenicano della chiesa di Santa Caterina al nuovo monastero.[5] La dimora Abatellis, il monastero e l'annessa cappella sorgevano a breve distanza dalla chiesa di Santa Maria degli Angeli detta «la Gancia».
- 1678: inizio dei lavori per l'edificazione della nuova ed attuale chiesa. Il prospetto dell'edificio è rivolto ad Oriente. La primitiva cappella di Santa Maria della Pietà viene trasformata in parlatorio.[6]
- 1684: trasferimento del Santissimo Sacramento da parte dell'arcivescovo Giacomo Palafox y Cardona.[6]
- 1723: solenne consacrazione presieduta dal vescovo Pietro Galletti vescovo di Patti e fratello della badessa Vincenza Maria Galletti.[6]

La chiesa, arretrata rispetto al filo della strada e fronteggiata dal settecentesco Palazzo Petrulla, dà luogo all'omonima piazzetta che, nonostante le ridotte dimensioni, lascia trasparire il gusto per la teatralità tipicamente barocco. Il cantiere della chiesa, voluto dalle monache domenicane di clausura dell'annesso monastero, si apre nel 1678 e si chiude già nel 1684. La facciata, vero capolavoro seicentesco, è composta da due ordini di colonne completamente libere intramezzate da diverse statue, rappresentanti Santi o Beati domenicani secondo uno schema compositivo certamente influenzato dagli edifici religiosi di stile barocco a Roma.
La volta della chiesa fu decorata con stucchi di Giacomo, Giuseppe e Procopio Serpotta, arricchiti dall'alternanza di bianco e oro, raffiguranti ghirlande di fiori e frutta, putti ed angeli festanti, e dal notevole affresco raffigurante "Il trionfo dell'Ordine Domenicano", diviso in 32 scomparti e realizzato tra il 1708 ed il 1712 dal pittore Antonio Grano su disegno di Giacomo Amato.

## Facciata
Progettista delle ristrutturazioni del prospetto e anche dei rifacimenti interni è il religioso dell'Ordine dei Crociferi Giacomo Amato, autore del capolavoro in barocco fiorito, che collaborò anche con artisti, scultori ed architetti come Gaetano Lazzara, Antonio Grano, Gioacchino Vitagliano, Giacomo Serpotta ed i suoi familiari e Pietro Aquila.
L'elegante facciata, perfetta mescolanza tra il primo barocco palermitano ed il barocco romano, prende slancio e movimento nel doppio ordine sovrapposto di sei simmetriche colonne di marmo grigio di Billiemi con ricchi capitelli corinzi. Le colonne binate centrali esaltano il senso di dinamicità dell'articolato prospetto in conci di tufo. Anche qui la felice sovrapposizione alla facciata in pietra progettata dagli architetti del Senato Andrea Cirrincione e Gaspare Guercio, della doppia elevazione e decorazione in marmo di Billiemi ripresa dall'Amato.
Il sobrio ed elegante portale centrale è sormontato da un timpano ad arco a sesto ribassato, che racchiude uno scudo in stucco caratterizzato dalla presenza dell'emblema dell'Ordine Domenicano. Lo scudo è sovrastato da una conchiglia (capasanta), affiancato da una coppia di volute con foglie d'acanto ed incorniciato da due rami di palma. Al centro della facciata, sopra il portale, la vittoriosa statua marmorea di San Domenico posta sul "globo" fasciato dai segni zodiacali, opera di Gioacchino Vitagliano, o, secondo altri, di Giacomo Vitagliano. La statua è datata al 1702, così come le altre statue della facciata, e raffigura S. Domenico che sorregge con la mano sinistra il libro dei Vangeli ed il giglio, (suoi attributi iconografici), e con la mano destra il bastone recante lo stendardo col simbolo dell'Ordine; quest'ultimo, purtroppo, è oggi perduto, così come le mani del santo ed il cane che si trovava vicino a quest'ultimo. Fanno ala una prima teoria di statue in stucco dello stesso autore (Gioacchino Vitagliano) raffiguranti santi e beati domenicani (da sinistra verso destra San Tommaso d'Aquino, Santa Caterina da Siena, Sant'Agnese da Montepulciano e San Vincenzo Ferrer) sormontate da oculi e ghirlande fitoformi.
Un grande rosone festonato con angeli e animali allegorici, probabilmente cani (altro simbolo dell'Ordine Domenicano), sormonta la lapide sul cornicione che reca inciso il motto: "QUASI STELLA MATUTINA IN MEDIO NEBULAE ET QUASI SOL REFULGENS SIC ISTE REFULSIT IN TEMPLO DEI". Ai lati, in edicole con timpani a triangoli, altre due statue in stucco raffiguranti la beata Margherita di Savoia (a sinistra) e la beata Giovanna d'Aviz (a destra) arricchiscono il prospetto insieme a finestre con grate.
Chiude la prospettiva un doppio frontone sovrapposto, spezzato nella parte aggettante che delimita il belvedere con grate per le monache di clausura. Gli acroteri (sei in tutto) del doppio frontone del secondo (ed ultimo) ordine della facciata hanno la forma di vasotti fiammanti.
- Il portale settentrionale destro è sormontato da altorilievo raffigurante la Pietà di Gioacchino Vitagliano.[8]

## Interno

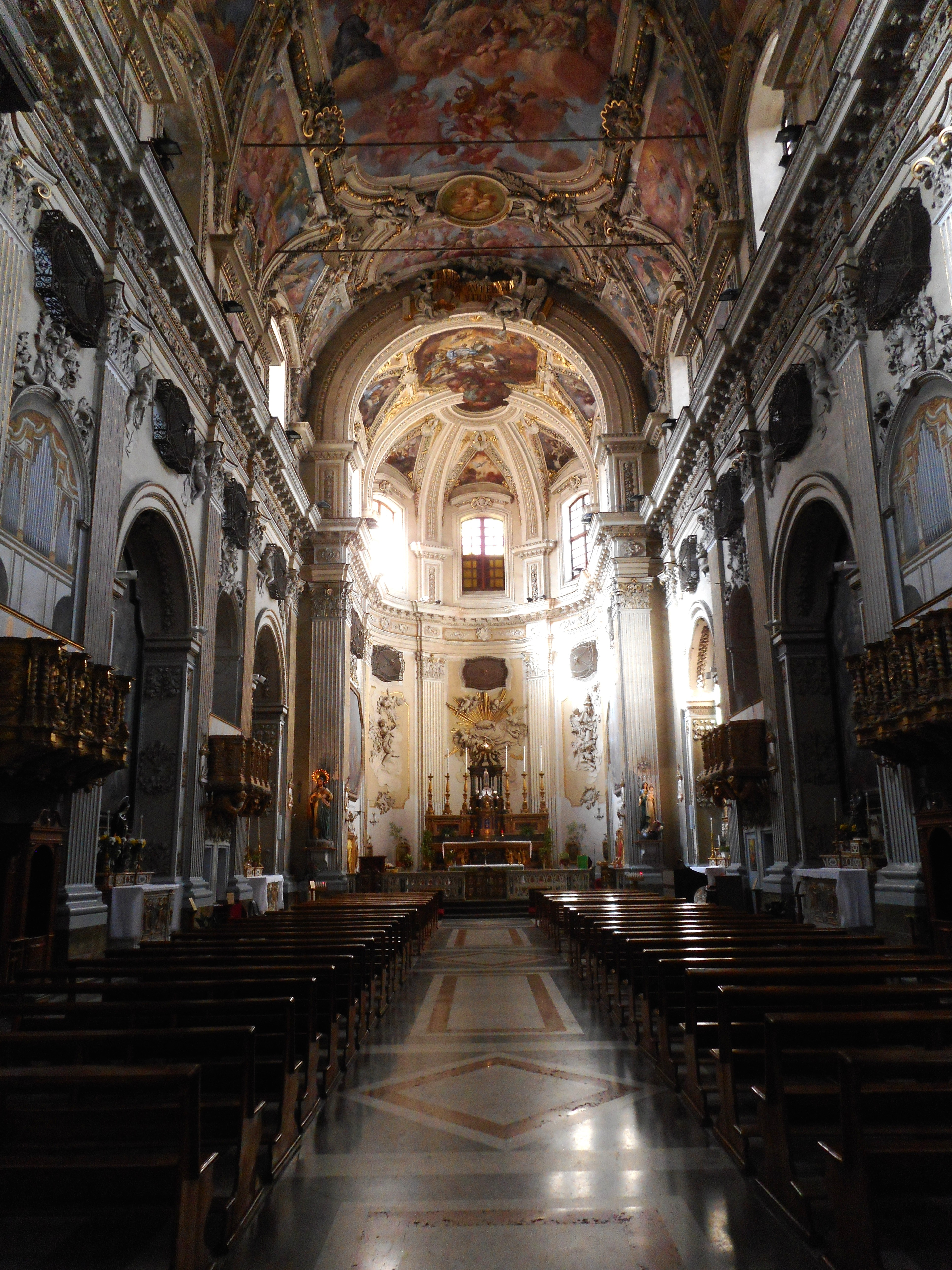
Interno.

L'interno della chiesa è a navata unica, con tre cappelle per lato, poco profonde, che ospitano pregevoli opere pittoriche ed altari in marmi policromi. Le cappelle sono separate da quattro cantorie lignee dorate di stile barocco, due delle quali progettate dal pittore Pietro Aquila in collaborazione con Giacomo Amato. Le pareti della navata sono decorate da coppie di angeli di scuola serpottiana in stucco recanti strumenti della passione di Cristo, e da 18 grate in ferro battuto (dette gelosie) di forma quadrilobata di notevole fattura, verosimilmente ascrivibili a Giacomo Amato. Attraverso di esse le monache assistevano alle funzioni liturgiche.
All'ingresso vi è un endonartece con funzione di vestibolo, diviso in tre campate e sorretto da quattro colonne tuscaniche in marmo grigio di Billiemi. Esso è altresì noto come sottocoro poiché situato al di sotto del maestoso coro delle monache. Presenta affreschi del 1722 realizzati dal pittore fiammingo Guglielmo Borremans, raffiguranti Scene di vita e di prodigi di Santa Caterina da Siena e di San Domenico ed Effigi di sante e beate dell'Ordine domenicano, contornati da stucchi bianchi e dorati realizzati fra il 1722 ed il 1723 da Procopio Serpotta e da Nicolò Sanseverino su disegno dall'architetto Gaetano Lazzara; nel vestibolo, inoltre, si aprono quattro vani. 

### Parete destra
Addossata alla parete di destra è un'elegante acquasantiera in marmo bianco, databile verosimilmente al XVIII secolo, arricchita da intarsi di marmi policromi e sormontata da una piccola statua marmorea raffigurante san Giovanni Battista. Seguono tre cappelle:
- Prima campata: Cappella dei Padri della Chiesa. Sull'altare è collocata una tela raffigurante Cristo con Mosè e i quattro Padri della Chiesa occidentale, opera dei fratelli Antonio e Vincenzo Manno, databile alla fine del XVIII o agli inizi del XIX secolo. In precedenza la cappella era dedicata a san Tommaso d'Aquino, ed ospitava una tela raffigurante il santo.

- - Cantoria in legno dorato di stile barocco, decorata da angeli musicanti con violini e trombe e da colonnine tortili con capitelli corinzi.

- Seconda campata: Cappella della Madonna del Rosario. Altare con tela riproducente la Madonna del Rosario raffigurata con san Domenico, san Tommaso d'Aquino, Papa Pio V, santa Rosa da Lima, santa Caterina d'Alessandria e la beata Margherita di Savoia, opera di Francesco Manno risalente alla metà del XVIII secolo. (Molti attribuiscono la tela ad Olivio Sozzi).

- - Cantoria in legno dorato di stile barocco, sostenuta da tre mezzi busti di telamoni: quello centrale ha le sembianze di un leone, i due laterali hanno sembianze umane. Il resto della struttura è decorato da ghirlande verticali coronate da conchiglie contenenti visi di putti. La cantoria, così come quella dirimpettaia, fu progettata nel 1690 da Giacomo Amato e Pietro Aquila. Nel vano soprastante la cantoria è situato un prezioso organo del 1756, realizzato dall'organaro palermitano Antonio La Manna su commissione della priora suor Giuseppa Stefania Aragona.

- Terza campata: Cappella del Santissimo Crocifisso. Sovrasta l'altare una parete reliquiaria in legno "marmorizzato" con decorazioni in argento dorato, verosimilmente realizzata durante la prima metà del XIX secolo. La parete neoclassicheggiante presenta 28 caselle ottagonali contenenti reliquie di santi martiri racchiuse da corone di fiori. Addossato ad essa è un pregevole Crocifisso settecentesco in legno dipinto, con croce lignea rivestita in tartaruga. In un cartiglio collocato al di sopra della croce si legge: IMITATI SUNT EUM IN MORTE SUA. All'interno di un'urna collocata al di sopra dell'altare è custodito il corpo della martire Santa Felicita.[10]

### Parete sinistra

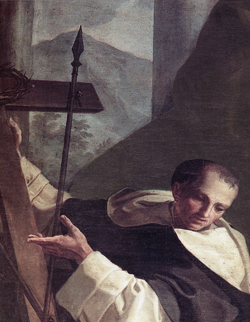
Raffigurazione del beato Giovanni Liccio da Caccamo nel dipinto di Francesco Manno del 1787.

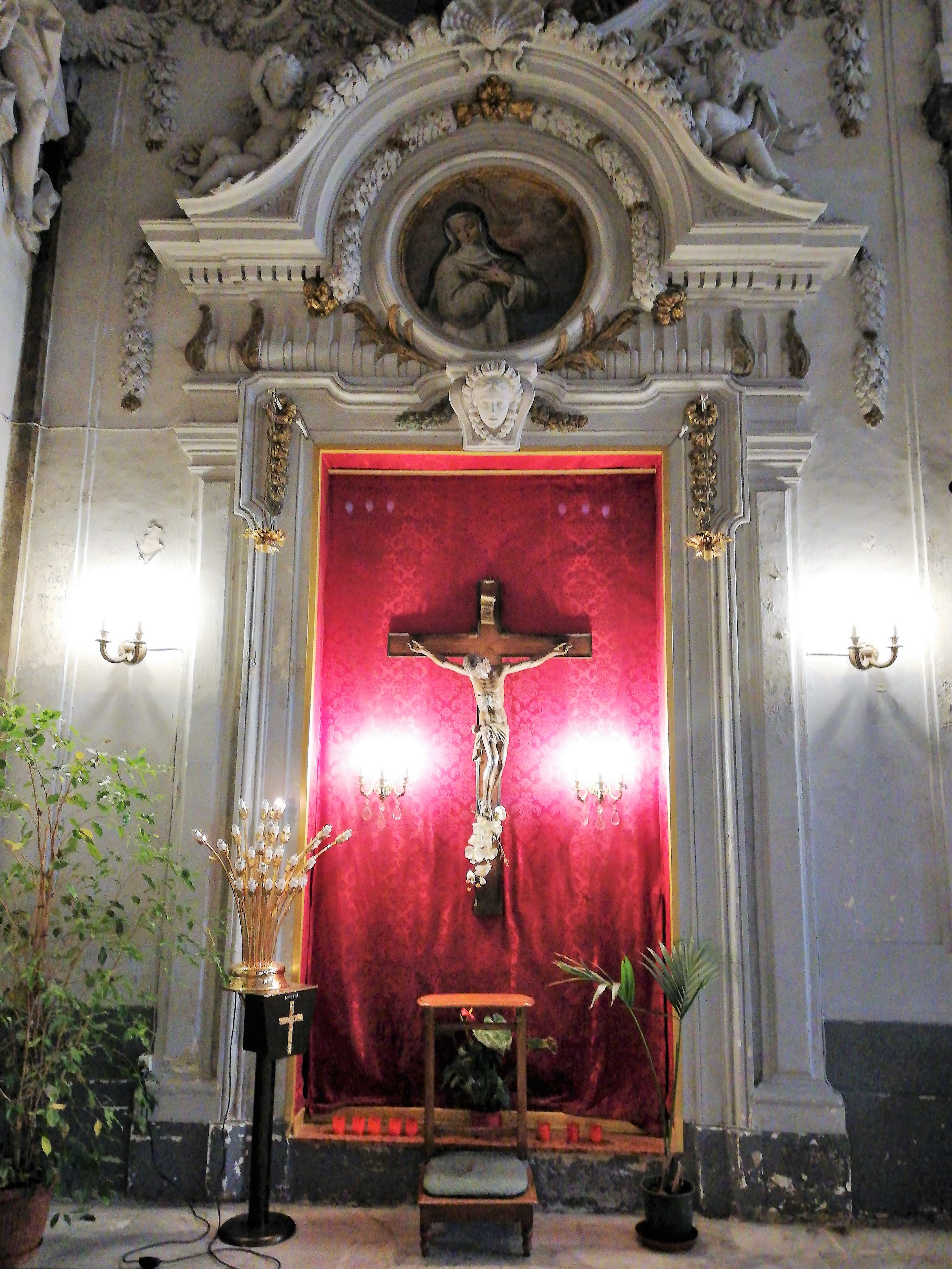
Ambiente del Crocifisso.

- Prima campata: Cappella dei santi e dei beati domenicani. La pala d'altare raffigura la Vergine col Bambino, raffigurata con san Vincenzo Ferrer, il beato Pietro Geremia, il beato Giovanni da Caccamo, sant'Antonino vescovo di Firenze ed una regina (o principessa) terziaria domenicana, forse la beata Giovanna del Portogallo. Opera di Francesco Manno, realizzata a Roma nel 1787. Alcune fonti della prima metà del XIX secolo menzionano la tela come opera di Francesco e del fratello Antonio, tuttavia nella tela è presente soltanto la firma di Francesco, così come nel bozzetto preparatorio.[10] In questa cappella, prima del 1787, era documentato un San Girolamo dello Zoppo di Gangi, successivamente trasferito in sagrestia ed oggi disperso.[11]

- - Cantoria in legno dorato di stile barocco, decorata da angeli musicanti con violini e trombe e da colonnine tortili con capitelli corinzi.

- Seconda campata: Cappella di San Domenico. Sull'altare la tela raffigurante San Domenico dona il nuovo abito dell'Ordine domenicano ad una religiosa, opera di Vincenzo Manno, fratello di Francesco Manno, del 1787. Attribuzione controversa a Olivio Sozzi basata sul raffronto con opere del pittore catanese e sulla testimonianza di Fedele da San Biagio Platani.

- - Cantoria in legno dorato di stile barocco, sostenuta da tre mezzi busti di telamoni: quello centrale ha le sembianze di un leone, i due laterali hanno sembianze umane. Il resto della struttura è decorato da ghirlande e da conchiglie contenenti visi di putti. La cantoria, così come quella dirimpettaia, fu progettata nel 1690 da Giacomo Amato e Pietro Aquila. Nel vano soprastante la cantoria è situata una facciata d'organo.

- Terza campata: Cappella della Madonna della Pietà. Sull'altare, contornata da una notevole cornice in legno dorato, una tavola raffigurante il Compianto sul Cristo Morto, opera del pittore Vincenzo da Pavia della prima metà del XVI secolo, proveniente dall'antecedente chiesa cinquecentesca.[3]

All'interno sono venerati i simulacri lignei della patrona di Palermo, Santa Rosalia, realizzato dallo scultore di Ortisei Vincenzo Moroder nel 1958, e del Cuore Immacolato di Maria, quest'ultimo, realizzato nel 1954, veniva condotto tutti gli anni in processione dall'omonima congregazione per le vie e per le parrocchie del quartiere Kalsa.
- Presbiterio ed abside: il presbiterio della chiesa, absidato, separato dalla navata da una settecentesca balaustra mistilinea in marmi policromi, fu progettato dall'architetto Nicolò Palma e realizzato fra il 1755 ed il 1757, in sostituzione del precedente, che era quadrangolare. L'arco trionfale che introduce al presbiterio è decorato da un gruppo scultoreo in stucco costituito da un angelo e da diversi putti che sorreggono un cartiglio dorato nel quale è inscritta la frase Pietas Autem Ad Omnia Utilis. Sulle pareti del presbiterio sono collocate due grandi tele ottagonali realizzate da Pietro Aquila nel 1690 raffiguranti a sinistra Il ritorno del figliol prodigo alla casa del padre e a destra Melchisedech offre i pani sacri ad Abramo. La volta preserva affreschi di Gaspare Serenari raffiguranti I quattro profeti (Mosè, Melchisedech, Elia e Davide), Il Trionfo della Fede e Lo Spirito Santo (sopra il finestrone centrale dell'abside stessa). Altorilievi e bassorilievi in stucco realizzati da Giovanni Maria Serpotta, nipote di Giacomo Serpotta, e da Domenico Guastella adornano sia le pareti sia la volta del presbiterio. Quelli delle pareti raffigurano al centro l'agnello mistico adagiato su un gruppo di nubi ed avvolto da una raggiera di stucco dorato, attorniato da putti e da angeli in atteggiamento di venerazione; uno degli angeli sparge dell'incenso con un turibolo. Nei due spazi intermedi di sinistra e di destra, invece, sempre in forma di altorilievi, due grandi angeli circondati da putti offrono corone ed una grande fiaccola. Al centro del presbiterio è situato l'altare maggiore di stile neoclassico, realizzato in marmi e pietre dure.

### Altare Maggiore
In stile neoclassico, databile fra la fine del XVIII e la prima metà del XIX secolo. Realizzato in marmi policromi, presenta una mensa sostenuta da quattro angeli genuflessi in legno dorato, due dei quali indicano l'urna delle reliquie, posizionata al centro dell'altare stesso. Sull'altare sono collocati inoltre sei preziosi candelieri in legno dorato di stile neoclassico, tre per lato. Il tabernacolo, ubicato al centro, è uno dei più belli e preziosi di Palermo, interamente composto da pietre dure (agate, lapislazzuli, ametiste, diaspri) e marmi (giallo di Castronovo). Lo sportellino è costituito da uno sfondo in lapislazzuli su cui è posto un cuore di diaspro avvolto da fiamme e attraversato da una corona di spine, sormontato da una croce anch'essa in diaspro, costellata da perline e da rubini. Al di sopra dello sportellino un cartiglio rosso su cui vi è l'iscrizione latina a caratteri d'oro: "Hic est Filius meus dilectus", indicata dalla soprastante figura in bronzo dorato del Padre Eterno, che, attorniato da nubi e da puttini, sorregge il globo con la mano sinistra, e con la destra indica il tabernacolo stesso. Il tabernacolo è sovrastato da un tronetto eucaristico con colonnine marmoree di stile corinzio e putti in bronzo dorato che sostengono la culminazione a corona; il tronetto ospita un piccolo crocefisso policromo ligneo settecentesco.
Sono inoltre conservati nella chiesa:
- Il simulacro ligneo di Santa Rita da Cascia con vari ex-voto d'argento;
- Il simulacro ligneo ottocentesco di San Sebastiano;
- Il simulacro ligneo ottocentesco di San Giuseppe con Gesù bambino;
- Il simulacro settecentesco della Madonna Bambina in fasce, in legno e stoffa, con vari gioielli e stellario;
- Un Crocefisso ligneo settecentesco esposto in fondo alla chiesa, all'ingresso, in uno dei quattro vani del vestibolo;
- Un busto ligneo ottocentesco di Ecce Homo.

Inoltre è conservata in sagrestia una pregevole tela raffigurante San Nicolò di Bari, proveniente dalla distrutta chiesa parrocchiale di San Nicolò alla Kalsa, che sorgeva dove oggi si trova la scultura di Ignazio Marabitti, la Fontana del Cavallo Marino.

## Monastero domenicano di Santa Maria della Pietà
Il monastero della Pietà, tanto grande da ospitare almeno 80 suore professe e tante altre converse, comprendeva nel suo complesso anche il Palazzo Abatellis, adibito, insieme alla cappella della Pietà, a parlatorio, oggi entrambi sede della Galleria Regionale della Sicilia.
- 1553, Il luogo di clausura è denominato monastero del Portolano per la carica ricoperta dal fondatore.[8]
- 1735, È il primo monastero visitato per il viaggio compiuto da Carlo III di Borbone per la cerimonia di incoronazione.[8]
- Dopo il 1866, anno della soppressione degli ordini religiosi nel regno d'Italia, il monastero perde, come tutti i monasteri ed i conventi a Palermo e in Italia, parte della sua ricchezza. Successivamente il monastero accoglie le monache del monastero delle Stimmate e quelle del monastero dei Sette Angeli, dopo che quest'ultime vengono sfrattate dai loro rispettivi monasteri, che vengono distrutti poco dopo.
- 1936, Le monache del monastero abbandonano la clausura completa e istituiscono all'interno del loro monastero l'Istituto Paritario e Primario "Maria SS. della Pietà" e cominciano a curare e ad educare i bambini e le bambine del quartiere Kalsa.
- 16 di Aprile del 1943, una delle tante bombe che colpiscono Palermo durante la Seconda Guerra Mondiale viene scagliata sul monastero, colpendo in pieno il Refettorio e distruggendolo completamente, arrecando danni notevoli alla parte che un tempo era il Palazzo Abatellis e all'annessa chiesa della Pietà.
- 2012, Il monumentale monastero viene chiuso in base agli ordini della Curia domenicana di Roma. Le ultime tre suore, anziane e di salute malferma, vengono trasferite altrove. Il monastero, così come l'adiacente chiesa di Santa Maria della Pietà, oggi appartiene al Fondo Edifici di Culto.

Il luogo possedeva un tempo giardini fioriti con frutteti di nespole e limoni, viali pensili, nei quali le religiose facevano correre delle carrozzine, fontane e laghetti sull'acqua dei quali le monache, durante il tempo libero, facevano ondeggiare delle barchette da loro costruite.

## Cappella di Santa Maria della Pietà
- 1535 - 1541, L'architetto Antonio Belguardo edifica la primitiva Cappella di Santa Maria della Pietà. Nel 1684 la cappella fu abolita e suddivisa in diversi vani. La parte anteriore con l'ingresso su via Alloro fu adibita a parlatorio mentre la parte retrostante fu trasformata in magazzini e tolto l'altare, fu realizzata una porta di accesso nel muro dell'abside.
- 1943, La notte tra il 16 e il 17 aprile, il palazzo fu colpito durante un bombardamento aereo.

## Chiesa di San Nicolò alla Kalsa o «dei Latini»
- Chiesa di San Nicolò alla Kalsa o «dei Latini».

## Ospedale di San Bartolomeo
Nel 1431 l'ospedale è accorpato all'Ospedale Grande e Nuovo.
- Loggiato San Bartolomeo
- Compagnia di Santa Maria di Candelora, sodalizio operante presso la struttura.